# メルキュ＝ギャラベ
メルキュ＝ギャラベ （Mercus-Garrabet）は、フランス、オクシタニー地域圏、アリエージュ県のコミューン。

## 地理
ピレネー山脈の中にあるメルキュ＝ギャラベは、メルキュ、ギャラベ、アンプランの3つの集落、ジャルナ、クロキエの村落から構成される。
コミューンの産業化は重い後遺症を残した。アルミニウム工場ペシネはいまだに土壌汚染・大気汚染・水質汚染の要因となっている。

## 人口統計
| 1962年 | 1968年 | 1975年 | 1982年 | 1990年 | 1999年 | 2006年 | 2011年 |
| ------ | ------ | ------ | ------ | ------ | ------ | ------ | ------ |
| 586    | 869    | 944    | 972    | 925    | 1005   | 1119   | 2146   |

参照元:1999年までEHESS、2004年以降INSEE

## 史跡
- メルキュのサン・ルイ教会 - 12世紀の建物で、長石と花崗岩が使われている。
- ギャラベの悪魔橋 - 各地にある同じ名称の悪魔橋と同様に、悪魔がつくったという伝説を持つ

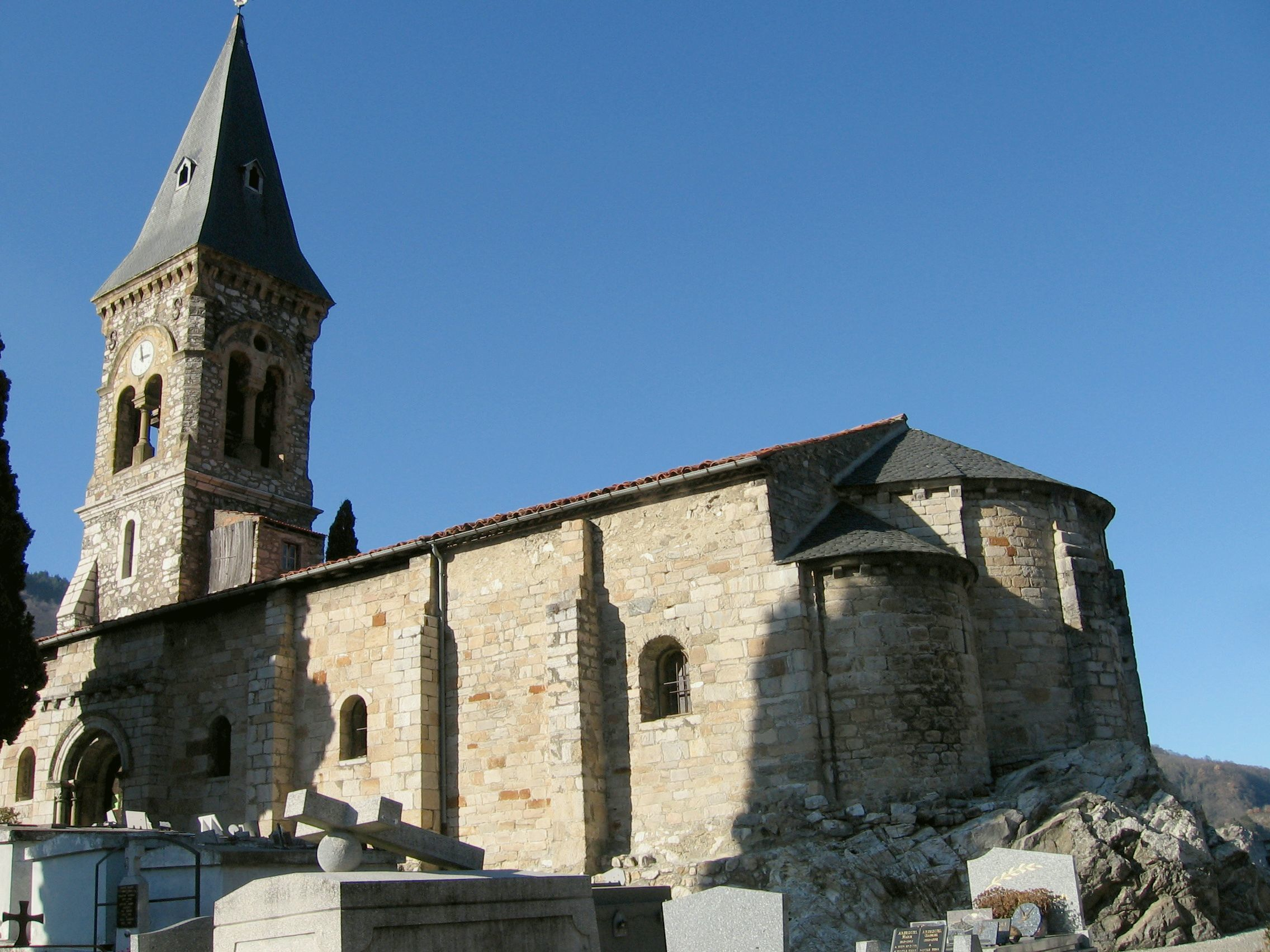
サン・ルイ教会
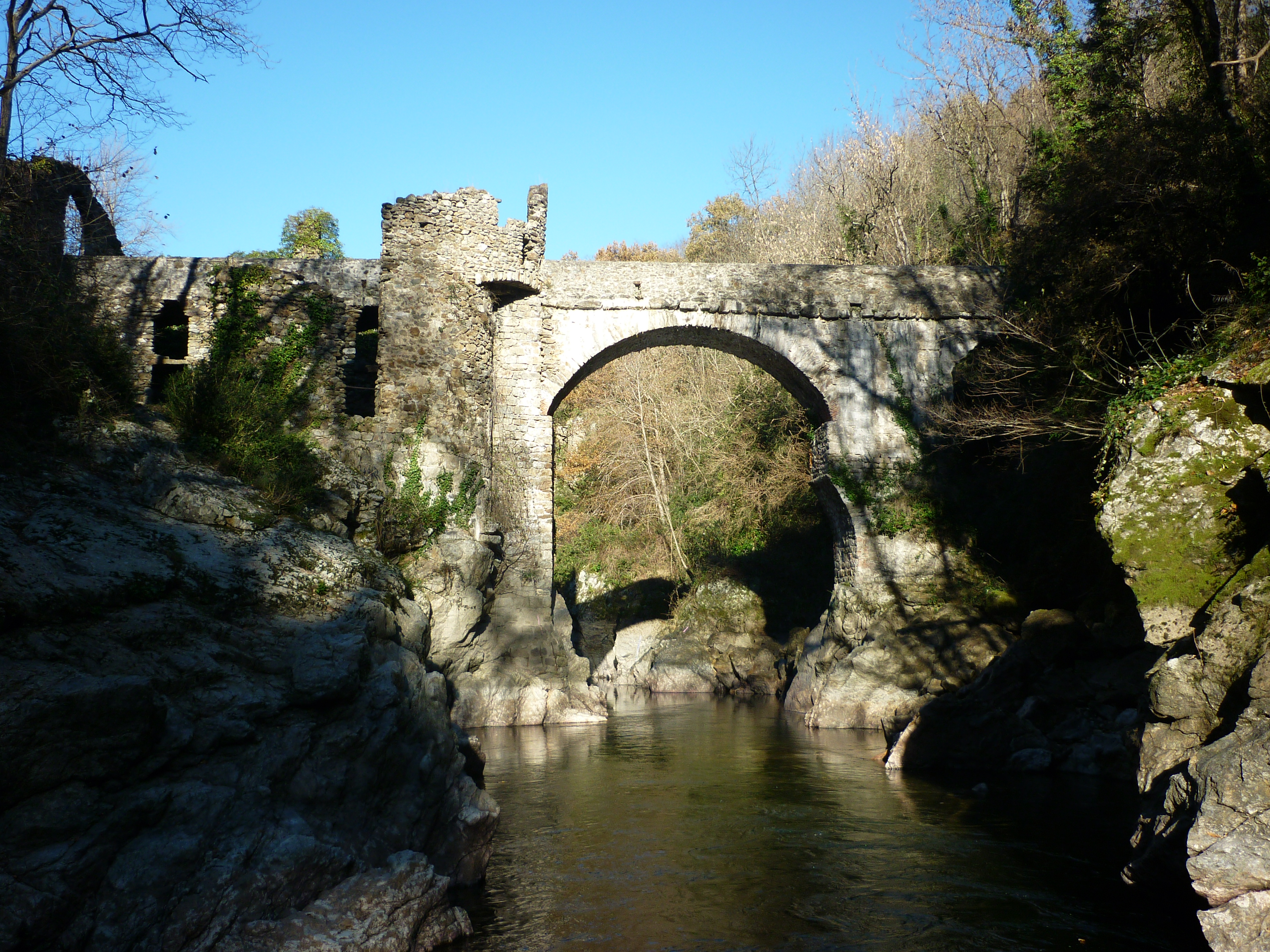
悪魔橋